# توماس هنری فلویت
توماس هنری فلویت MD (29 ژوئن ۱۹۲۲–۱۲ دسامبر ۲۰۰۶) یکی از اعضای بنیانگذار (و متعاقباً عضو) کالج سلطنتی پاتولوژیست‌ها بود و (بر اساس امتیاز تحصلیلی) به عنوان عضو کالج سلطنتی پزشکان لندن انتخاب شد. در سال ۱۹۷۸ او رئیس کمیته راهبری سازمان بهداشت جهانی (WHO) در زمینه بیماری‌های اسهالی ویروسی شد و در بین سال‌های ۱۹۹۰ تا ۱۹۹۶ این سمت را در اختیار داشت. آزمایشگاه او در بیرمنگام از سال ۱۹۸۰ تا زمان بازنشستگی در سال ۱۹۸۷ رئیس مرجع تحقیقاتی سازمان بهداشت جهانی برای عفونت‌های روتاویروس و یک ممتحن خارجی، مدرس مدعو و سردبیر مجلات علمی بود. او همچنین از سال ۱۹۷۷ تا ۱۹۸۳ عضو هیئت مدیره خدمات آزمایشگاهی بهداشت عمومی (اکنون آژانس امنیت سلامت بریتانیا) و از سال ۱۹۷۷ تا ۱۹۸۷ مت رئیس کمیته میکروسکوپ الکترونی خدمات آزمایشگاهی بهداشت عمومی را بر عهده داشت.
فلویت تحصیلات پزشکی خود را در دانشگاه کوئینز بلفاست به سر انجام رساند، جایی که در پایان جنگ جهانی دوم در سال ۱۹۴۵ با درجه ممتاز فارغ‌التحصیل شد. در سال ۱۹۵۱ با جون اِوِلین هال که پیش از او فوت کرد ازدواج نمود. آنها صاحب دو دختر به نام‌های جانت آن و جودی الیزابت بودند و دختر دیگر آنها به نام پاملا مارگارت جین در دوران نوزادی درگذشت.

## دوران کودکی
فلویت در شیملا هند به دنیا آمد، جایی که پدرش، ویلیام ادوارد فلویت (متولد ۱۸۹۴)، فارغ‌التحصیل دانشگاه آکسفورد، عضو سرویس جنگلداری امپراتوری بود که در سال ۱۹۶۶ به خدمات جنگلداری هند و بعد از آن به خدمات مدنی هند تبدیل شد. در سال ۱۹۱۵، پدرش طبق قانون به ارتش ذخیره هند پیوست و در ژوئیه ۱۹۱۶ ستوان دوم شد. توماس فلویت در سال ۱۹۲۴ به لاهور انگلستان منتقل و در کالج کمپل در بلفاست تحصیل کرد.

## سالهای اولیه ۱۹۴۵–۱۹۵۶
فلویت در دانشگاه کوئین بلفاست پزشکی خواند و در سال ۱۹۴۵ با درجه ممتاز فارغ‌التحصیل شد. او در بیمارستان رویال ویکتوریا در بلفاست کار می‌کرد و از سال ۱۹۴۶ تا ۱۹۴۸ در کنفرانس‌های علمی دانشگاه کوئینز در زمینه باکتری‌شناسی و آسیب‌شناسی شرکت کرد. علاقه علمی او به ویروس‌ها با عضویت در هیئت علمی مؤسسه ملی تحقیقات پزشکی در میل هیل همراه شد، جایی که او سه سال بین سال‌های ۱۹۴۸ تا ۱۹۵۱ را صرف تحقیق در مورد ویروس‌های سرماخوردگی و بررسی تأثیر ویروس‌های آنفولانزا بر سلول‌های بدن افراد جامعه کرد. این مسئله منجر به اولین استفاده او از میکروسکوپ الکترونی شد و او را به یکی از بهترین متخصصان در زمینه کار با میکروسکوپ الکترونی تبدیل کرد. در سال ۱۹۵۱ او به عنوان مدرس باکتری‌شناسی به دانشگاه لیدز نقل مکان نمود و در سال ۱۹۵۳ درگیر شیوع آبله شد. این کار تا بیست و پنج سال بعد، زمانی که در آزمایشگاه مربوط به آبله در دانشکده پزشکی دانشگاه بیرمنگام، بریتانیا، منجر به مرگ جانت پارکر از اعضای آزمایشگاه شد، ادامه یافت. در سال ۱۹۵۱ با جون اولین هال ازدواج کرد و و صاحب سه دختر شد.

## آزمایشگاه منطقه ای ویروس، بیرمنگام، انگلستان ۱۹۵۶–۱۹۸۷
در سال ۱۹۵۶ فلووت به عنوان مشاور ویروس‌شناسی در بیمارستان شرقی بیرمنگام (بیمارستان فعلی هارتلندز)، جایی که او یکی از اولین آزمایشگاه‌های ویروس را در انگلستان تأسیس کرد، منصوب شد. آزمایشگاه او نزدیک به واحد بیماری‌های عفونی بود و این موضوع به او امکان داد تا به کمک بررسی اجزای خونی و دفعی به بررسی روش‌های تشخیص بالینی میکروب‌های فلج اطفال، اسهال، آبله و ایدز بپردازد. او یکی از اعضای تیم مدیریت ارشد بیمارستان بود و به ایجاد آزمایشگاه ایمونولوژی منطقه ای در آنجا کمک کرد.
علایق فلویت شامل ویروس‌های آنفولانزا، کوکساکی A و کوکساکی B، انواع اصلی و فرعی ویروس آبله و ویروس هپاتیت B بود. اگرچه او اولین کسی به‌شمار می‌رفت که علت بیماری دست، پا و دهان را کشف کرده بود، در اوایل دهه ۱۹۷۰ با کشف ویروس‌هایی که باعث اسهال می‌شدند، به ویژه در نوزادان و کودکان خردسال به شهرت بین‌المللی دست یافت. آغاز شد. فلویت با کشف روتاویروس یکی از شایع‌ترین علل مرگ و میر نوزادان در کشورهای گرمسیری را تشخیص داد.

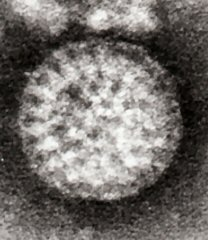
یکی از میکروگراف‌های الکترونی اصلی فلووت

نوروویروس پیش تر به عنوان یک ویروس عفونی توسط آلبرت کاپیکیان با استفاده از میکروسکوپ الکترونی ایمنی کشف شده بود. روث بیشاپ و همکارانش نیز با استفاده از همین روش امیدوار بودند دیگر عوامل بیماری‌های عفونی را کشف کنند. آنها ذرات مختلفی ویروسی را در بیوپسی‌های روده به کمک میکروسکوپ الکترونی ریزنگار، مشاهده کرده بودند. آماده‌سازی بخش‌های ریزنگاری برای بررسی معمول بسیار دشوار بود و فلویت و همکارانش نشان دادند که این ویروس‌ها را می‌توان در روشی ساده‌تر با میکروسکوپ الکترونی مستقیماً در مدفوع مشاهده کرد. فلویت در آزمایشگاهش در بیرمنگام، قبل از انتشار مقاله روث بیشاپ، این ویروس‌ها را در مدفوع کودکان بیمار مشاهده کرده بود، با این حال متوجه عفونی بودن این ذرات نشده بود. ذرات ویروس با میکروسکوپ الکترونی ظاهری چرخ‌شکل داشتند و فلویت آنها را «روتاویروس / rotavirus» نامید؛ این ویروس تا به امروز نیز به همین نام شناخته می‌شوند. فلووت نوشت: «در انجمن ویروس‌شناسی ویلتشایر جنوبی و سپس در کامپتون، جرالد وود را در اواخر سال ۱۹۷۳ ملاقات کردم. او ویروسی را توصیف کرد که باعث اسهال در گوساله‌ها می‌شد. فهمیدم که ما در بچه‌ها هم همین نوع ویروس را داشتیم. زمانی که آن ویروسی را جدا و خالص سازی کردیم، به این نتیجه رسیدیم که این ویروس با بیماری‌های عفونی کودکان مرتبط است و ما آنها را روتاویروس نامیدیم.
ایده اولیه او پیشنهاد نام «یوربیویروس / urbivirus» به دلیل شباهت ساختاری روتاویروس به اوربیویروس بود. روث بیشاپ، به عنوان اولین فردی که روتاویروس‌ها را به عنوان عامل گاستروانتریت توصیف کرد نیز نام «دوویروس» را برای این میکروب پیشنهاد کرد زیرا این ویروس‌ها در دوازدهه تکثیر می‌شدند و در آن زمان تصور بر این بود که پوشش خارجی دوگانه پروتئینی دارند. مقالات تحقیقاتی اولیه از دهه ۱۹۷۰ از هر دو نام استفاده می‌کردند.

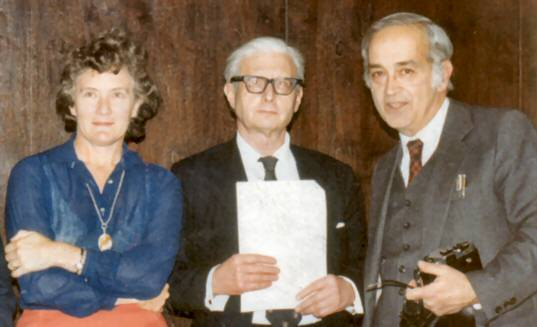
روث بیشاپ، تام فلویت و آل کاپیکیان در حدود ۱۹۸۰

فلووت کار مشترک زیادی روی روتاویروس‌ها با دیگران انجام داد تا انواع روتاویروس‌ها را که تقریباً خردسالان گونه‌های جانوری مختلف را آلوده می‌کنند، طبقه‌بندی کند. گروه تحقیقاتی او اولین گروهی بودند که سروتیپ‌های مختلف روتاویروس را توصیف کردند. این کار برای ساخت واکسن روتاویروس مهم بود. او همچنین دو گونه جدید از آدنوویروس‌ها را شناسایی کرد (که بعداً انواع ۴۰ و ۴۱ نامیده شد) و همچنین وجود کالیسی ویروس‌ها، آستروویروس‌ها و کروناویروس‌های مدفوعی در بیماری‌های عفونی را تأیید کرد. همچنین او به همراه اچ‌جی پریرا، پیکوبیرناویروس‌ها را کشف و همراه با سایر همکارانش برای اولین بار توروویروس انسانی را توصیف کرد.

## تراژدی آبله بیرمنگام

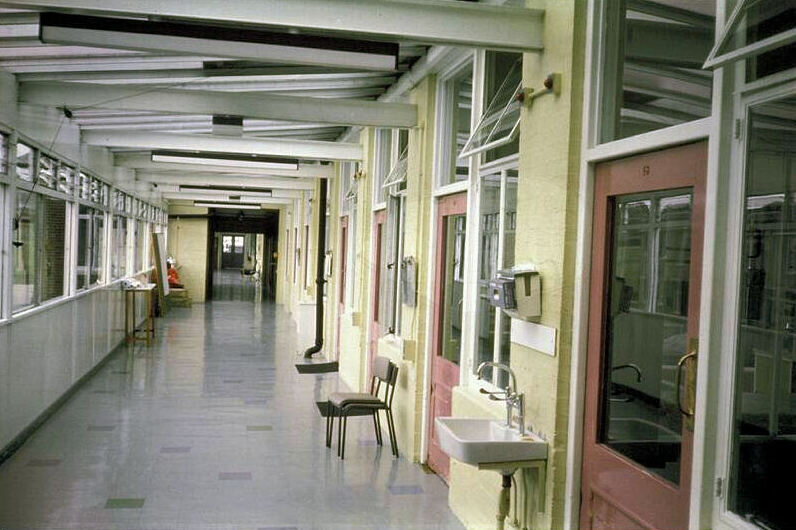
بخش ۳۲ در بیمارستان شرقی بیرمنگام جایی که پارکر در سال ۱۹۷۸ بستری شد. این ساختمان که شامل بخش‌های ۳۱ و ۳۲ بود، از آن زمان تخریب شده‌است.

جانت پارکر آخرین فرد تاریخ به‌شمار می‌رفت که بر اثر آبله فوت نمود. او یکی از اعضای آزمایشگاه کار بر روی ویروس واریولا (عامل ایجادکننده آبله) بود. تشخیص بیماری او توسط پروفسور آ. گِدس در بیمارستان شرقی بیرمنگام که در آن بستری شده بود، انجام گرفت. قبل از تأیید تشخیص، یکی از اعضای آزمایشگاهِ فلویت مایعی را از وزیکول‌های سلولی جانت پارکر جمع‌آوری و آن را برای بررسی در آزمایشگاه ویروس به محوطه بیمارستان منتقل کرده بود. این کار می‌توانست سبب شیوع مجدد آبله شود. فلویت به کارکنان خود دستور داد تا آزمایشگاه را با فرمالدئید ضد عفونی کنند. بخشی از بیمارستان که در ابتدا از جانت پارکر مراقبت می‌کرد نیز به‌طور کامل ضد عفونی شد. ساختمان بخش‌های ۳۱ و ۳۲ نیز بعداً مورد تخریب قرار گرفت. دو نفر از اعضای تیم فلویت نیز متعاقباً قرنطینه شدند، اما به جز مادر جانت پارکر، هیچ مورد دیگری از آبله رخ نداد. مرگ جانت و رخداد این فاجعه منجر به خودکشی پروفسور هنری بدسون شد.

## میراث
فلووت در زمانی تحصیل می‌کرد که اطلاعات کمی در مورد ویروس‌ها و بیماری‌های ویروسی وجود داشت و هیچ بررسی آزمایشگاهی برای کمک یا تأیید تشخیص بیماری‌های عفونی وجود نداشت. فلووت یک پیشگام در عرصه خود به‌شمار می‌رفت. امروزه آزمایشگاه‌های تشخیصی ویروس‌شناسی، مانند آزمایشگاهی که او در سال ۱۹۵۶ تأسیس کرد، در سراسر جهان یافت می‌شود. فلویت بیش از ۱۲۰ مقاله و نوشته علمی و پزشکی منتشر کرد. پس از معرفی واکسن روتاویروس، میزان مرگ و میر کودکان ناشی از روتاویروس در سراسر جهان از حدود ۵۰۰۰۰۰ نفر در سال در سال ۲۰۰۰ به حدود ۲۰۰۰۰۰ در سال ۲۰۱۳ رسید. همان‌طور که کشورهای بیشتری از این واکسن استفاده می‌کنند، میزان بروز آن در حال کاهش است.